# Serengeti
La pianura di Serengeti è una regione di circa trentamila chilometri quadrati, costituita da prateria, savana e boschi situata in Africa orientale. La parte settentrionale appartiene al Kenya, quella meridionale (l'80% circa della superficie totale) alla Tanzania. La zona costituisce l'habitat naturale per una grande varietà di animali; si stima che sia abitata da circa un milione e mezzo di erbivori e migliaia di predatori. Gli animali più comuni sono gli gnu, le antilopi, le gazzelle, le zebre e i bufali.
La pianura è celebre per gli impressionanti movimenti migratori che si verificano ogni anno. Intorno a ottobre, circa un milione e mezzo di erbivori si spostano a sud, attraversando il fiume Mara, per ritornare a nord (attraversando ancora il Mara più a ovest) intorno ad aprile. Questo fenomeno viene talvolta chiamato "la migrazione circolare".
Appartiene a quest'area anche la gola di Olduvai, un importante sito archeologico dove sono avvenuti ritrovamenti di alcuni dei più antichi fossili di ominidi.
La pianura del Serengeti è suddivisa in numerosi parchi nazionali: il Parco nazionale del Serengeti, l'area di conservazione di Ngorongoro, la riserva keniota di Masai Mara, il Maswa Game Reserve e le aree controllate di Loliondo, Grumeti e Ikorongo.